# 153 (număr)

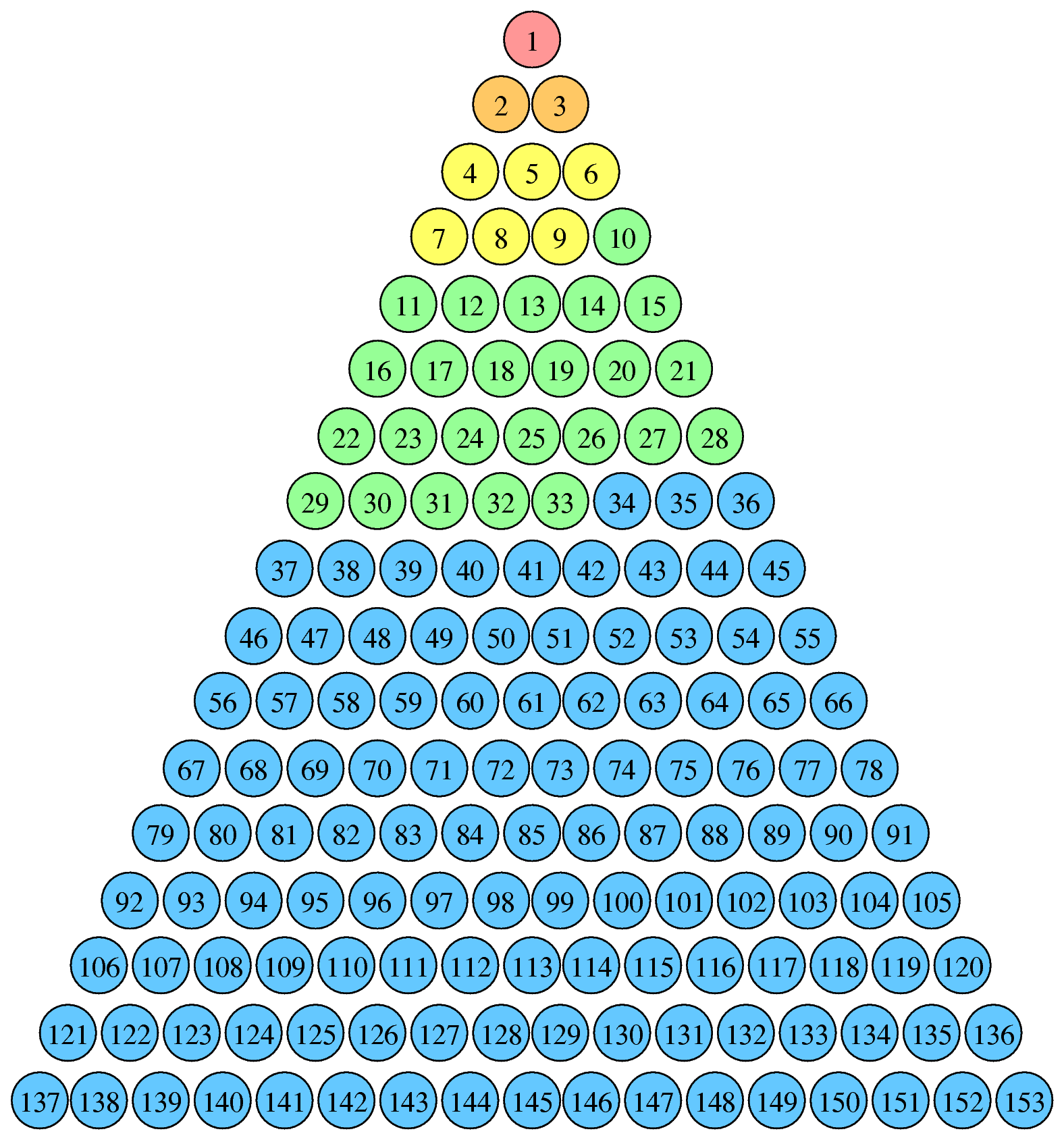
Numărul 153 este un număr triunghiular. Culorile indică factorialele ale cărui sumă este

153 (o sută cincizeci și trei) este numărul natural care urmează după 152 și precede pe 154 într-un șir crescător de numere naturale.

## În matematică
153
- Este al 17-lea număr triunghiular.[1][2]
- Ca număr triunghiular este suma primilor 17 numere întregi.
- Este un 62 număr hexagonal,[3][4] deci un număr triunghiular trunchiat.
- Este un număr Armstrong deoarece {\displaystyle 153=1^{3}+5^{3}+3^{3}}.[5][6] Este cel mai mic număr cu trei cifre care poate fi exprimat ca suma cuburilor cifrelor sale.[7]
- Este un 38 număr Friedman, deoarece 153 = 3 × 51.[8][9]
- Este un număr harshad.[10][11]
- Este suma factorialelor primelor 5 numere pozitive: {\displaystyle 1!+2!+3!+4!+5!}.[12]
- Este asociat cu forma geometrică cunoscută drept Vesica Piscis (Mandorla). Arhimede, în Măsurarea cercului, se referă la raportul (153/265), ca fiind "măsura peștelui", raportul fiind o valoare aproximativă a lui 1/√3.
- Suma factorilor primi distincți ai lui 153 este 20, la fel cu cei ai 154, astfel că aceștia formează împreună o pereche Ruth-Aaron.
- Graful Biggs–Smith este un graf simetric cu 153 de muchii, toate echivalente.
- Este limita următorului algoritm:[13][14]

1. Se ia un întreg pozitiv oarecare divizibil cu 3
2. Se separă cifrele sale în baza 10
3. Se face suma cuburilor acestor cifre
4. Se merge la pasul numărul 2

Un exemplu, pornind de la 84:
{\displaystyle {\begin{aligned}8^{3}+4^{3}&=&512+64&=&576\\5^{3}+7^{3}+6^{3}&=&125+343+216&=&684\\6^{3}+8^{3}+4^{3}&=&216+512+64&=&792\\7^{3}+9^{3}+2^{3}&=&343+729+8&=&1080\\1^{3}+0^{3}+8^{3}+0^{3}&=&1+0+512+0&=&513\\5^{3}+1^{3}+3^{3}&=&125+1+27&=&153\\1^{3}+5^{3}+3^{3}&=&1+125+27&=&153\end{aligned}}}
- În bazele 2 și 16 este un număr palindromic.

## În știință

### În astronomie
- 153 Hilda este un asteroid mare, cu suprafața întunecată, din centura principală.
- 153P/Ikeya-Zhang este o cometă periodică din Sistemul Solar.

## În alte domenii
153 se poate referi la:

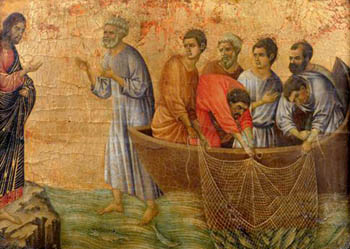
Apariția de la Marea Tiberiadei de Duccio, sec. al 14-lea, arăndu-i pe Iisus și cei 7 ucenici pescari (cu Sfântul Petru coborând din barcă).

- Evanghelia după Ioan (Ioan, 21:1–14) cuprinde descrierea pescuitului miraculos al 153 de pești la a treia apariție a lui Iisus după înviere.[15]
- 153 kHz este una dintre cele două frecvențe pe unde lungi folosite de stația de emisie de la Bod.[16]
- Numărul de aforisme din 153 Chymical Aphorisms de Chr. Pack.[17]